# Norgervaart (plaats)
Norgervaart is een buurtschap in de Nederlandse provincie Drenthe. De plaats is verdeeld over drie gemeenten; de gemeente Noordenveld, de gemeente Midden-Drenthe en de gemeente Assen. Postaal (dat wil zeggen volgens de formele woonplaatsenindeling die door deze gemeenten is vastgesteld) worden deze drie delen tot Assen, Huis ter Heide (Noordenveld) en Bovensmilde (Midden-Drenthe) gerekend.
De buurtschap Norgervaart is genoemd naar het vaarwater Norgervaart dat door deze buurtschap loopt. Van oorsprong vielen Norgervaart en Huis ter Heide samen. Dat heeft te maken dat er in het begin sprake was enkele bewoning langs de vaart die tezamen als een buurtschap werden gezien. In de twintigste eeuw ontwikkelde zich langzaam twee semi-kernen.
De splitsing qua kernen werd nog eens versterkt als het noordelijk deel, Huis ter Heide een eigen postcode kreeg in de gemeente Noordenveld. Een klein deel van de andere kern werd ook meegenomen omdat deze onder die gemeente valt. Norgervaart wordt mede daarom nog vaak als onderdeel gezien van het gehucht Huis ter Heide maar vormt wel een eigen buurt(schap).
De in 1816 gegraven Norgervaart is een aftakking van de Drentsche Hoofdvaart. Daar ligt sinds de jaren tachtig van de vorige eeuw een dam, echter daarvoor lag daar de draaibrug "Norgervaartsche brug". Vanaf dit punt loopt de Norgervaart tot en met de sluis in Huis ter Heide en gaat daar over in de Kolonievaart, die naar Veenhuizen voert.
Oorspronkelijk (19e eeuw) was het de bedoeling dat de Norgervaart vanaf de afslag Kolonievaart ook rechtdoor getrokken zou worden, om via Norg naar de jachthaven in Roden te komen. Vanaf deze haven was een korte verbinding naar het Leekstermeer, welke op haar beurt een verbinding heeft met het Hoendiep. De (toenmalige) gemeente Norg schrapte het plan echter op het laatste moment, omdat het te veel geld zou gaan kosten.

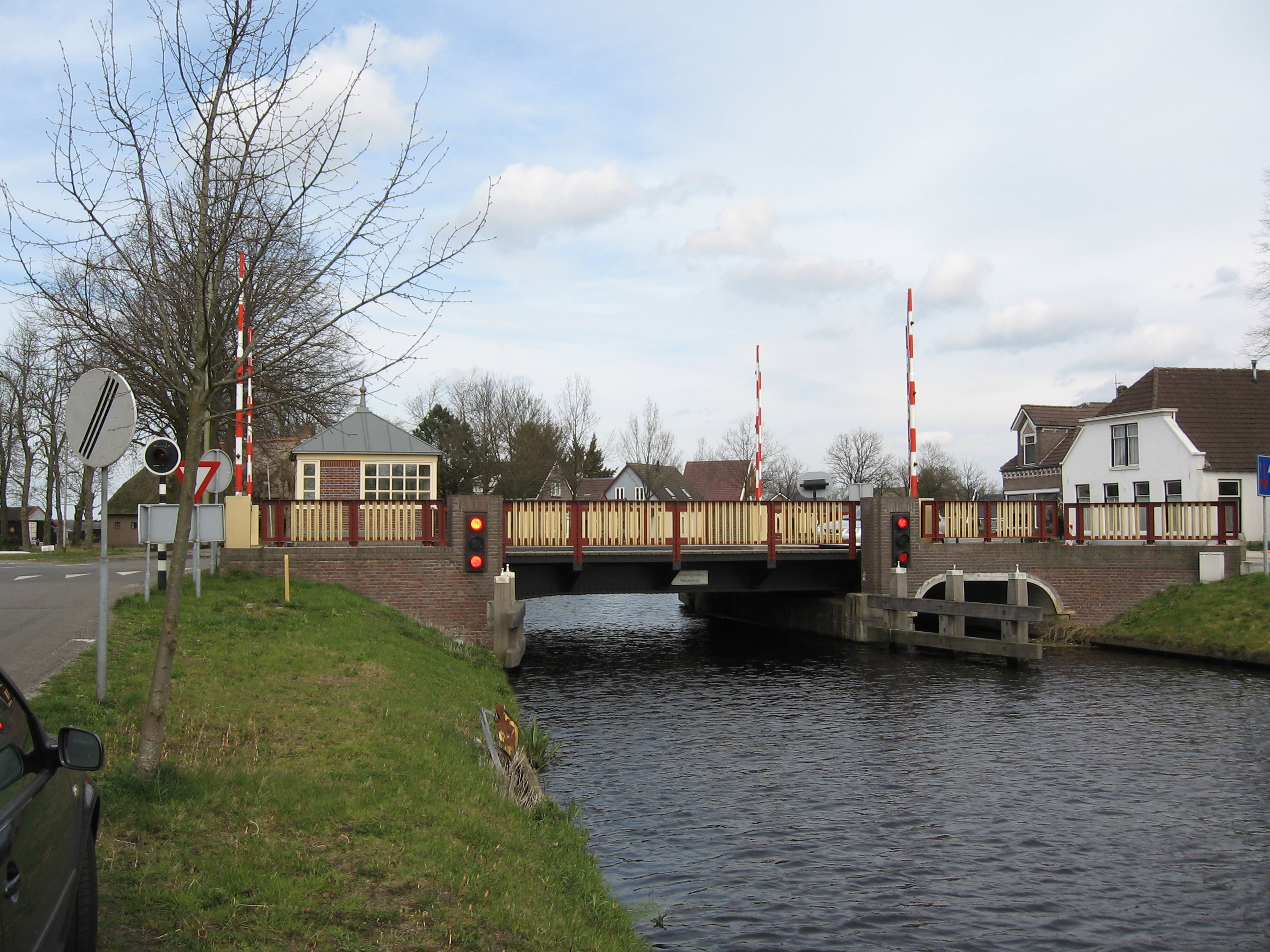
De Norgerbrug, waar de Norgervaart in de Drentsche Hoofdvaart vloeit

## Adressen
Bij de adressering van de bewoners van de buurtschap is Norgervaart de straatnaam. De buurtschap ligt in drie gemeenten. Elk van die gemeenten heeft voor hun deel van de Norgervaart een eigen huisnummeringreeks. Zo kan het gebeuren dat er een adres Norgervaart 3 is in Huis ter Heide, Norgervaart 3 in Bovensmilde en Norgervaart 3 in Assen. Dit leidt tot problemen met bijvoorbeeld hulpdiensten. Hoewel in april 2017 goed zichtbare huisnummers langs de weg zijn geplaatst is het onderliggende probleem van meerdere woningen met hetzelfde nummer niet opgelost.